# Genesis Live
Albums de Genesis
Foxtrot
(1972) Selling England by the Pound
(1973)
Genesis Live (1973) est le premier album live du groupe de rock progressif Genesis. Il parait le 27 juillet 1973 sur le label Charisma et est produit par le groupe et John Burns.

## Historique
Les titres de cet album sont enregistrés au départ pour l'émission de radio américaine King Biscuit Flower Hour. Les membres de Genesis ne comptent alors pas sortir d'album en public, mais Tony Stratton-Smith, le patron de leur label Charisma Records, arrive à les convaincre de sortir cet album pour combler le temps qui sépare Foxtrot et son successeur, Selling England by the Pound.
Cet album a pour avantage de fournir aux fans les plus dévoués du groupe un précieux témoignage des concerts de Genesis avec Peter Gabriel car le groupe ne diffusera plus d'enregistrement live jusqu'au départ de Gabriel en 1975 (le disque Seconds Out ne sortira qu'en 1977, avec Phil Collins au chant).
L'album est enregistré le 25 février 1973 au De Montfort Hall de Leicester, (excepté la chanson Return of the Giant Hogweed qui est enregistré la veille à Manchester au Free Trade Hall) pendant la tournée qui suit la sortie de Foxtrot (1972).
La couverture de la pochette représente le groupe sur scène pendant l'interprétation du titre Apocalypse in 9/8, chanson incorporée dans la pièce de vingt-trois minutes Supper's Ready. On reconnait le costume de Gabriel avec son « casque » rouge aux formes géométriques. Cette pièce ne figure cependant pas sur l'album live ; elle est retirée de l'album qui, au lieu d'être double album, devient un simple 33 tours.
En Grande-Bretagne, l'album atteint la 9e place dans les charts britanniques et se classe à la 105e place du Billboard 200 aux États-Unis[réf. nécessaire].
Le verso de la pochette mentionne que cet album est dédié à Richard MacPhail, tour manager de Genesis depuis 1970, qui quittera ces fonctions en avril 1973 pour se tourner vers de nouveaux horizons.

## Titres
Ces chansons ont été composées par Tony Banks, Phil Collins, Peter Gabriel, Steve Hackett et Michael Rutherford, excepté The Knife par Tony Banks, Peter Gabriel, Anthony Phillips et Michael Rutherford.

### Face 1
1. Watcher Of The Skies - 8:34
2. Get 'Em Out By Friday - 9:14
3. The Return Of The Giant Hogweed - 8:14

### Face 2
1. The Musical Box - 10:56
2. The Knife - 9:47

## Musiciens
- Peter Gabriel : chant, flûte traversière, tambourin.
- Steve Hackett : guitares 6 et 12 cordes.
- Michael Rutherford : basse, pédales basse Moog Taurus, guitare 12 cordes, chœurs.
- Tony Banks : orgue Hammond, mellotron, piano électrique, guitare 12 cordes, chœurs.
- Phil Collins : batterie, percussions, chœurs, seconde voix sur The Musical Box.

## Charts
| Pays        | Durée du classement | Meilleur classement |
| ----------- | ------------------- | ------------------- |
| États-Unis  | 14 semaines         | 105e                |
| Italie      | -                   | 11e                 |
| Royaume-Uni | 10 semaines         | 9e                  |